# 333 a. C.
El año 333 a. C. fue un año del calendario romano prejuliano. En el Imperio romano se conocía como el Año de la Dictadura de Rufino (o menos frecuentemente, año 421 Ab urbe condita).

## Acontecimientos
- Batalla de Issos.

## Nacimientos
- Zenón de Citio, filósofo griego.

## Fallecimientos
- Memnón de Rodas, famoso mercenario griego al servicio de los persas (n. 380 a. C.).